# وولفرام فون اشنباخ
وولفرام فون اشنباخ (آلمانی: Wolfram von Eschenbach؛ زادهٔ ۱۱۷۰ میلادی - درگذشتهٔ ۱۲۲۰ میلادی)، نویسندهٔ اهل آلمان بود. از زندگی ولفرام اطلاعات چندانی در دست نیست. صرفاً می‌دانیم او متولد ایالت باواریا آلمان امروزی بوده است. ولفرام که یک شوالیه فقیر بود، توسط شاه ادب دوست و فرهیخته به نام هرمان تورینگی حمایت شد. یکی از مشهورترین کارهای وی رمان پارزیفال هست که به تقلید از پرسیوال کرتین دو تروا (شاعر فرانسوی قرن دوازدهمی) سروده است. موضوع رمان پارزیفال دربارهٔ شوالیه‌ای به نام پرسیوال می‌باشد که در دربار شاه آرتور، پادشاه نیمه‌افسانه‌ای بریتانیایی، خدمت می‌کند و به همراه گروهی دیگر از شوالیه‌ها ماجراجویی‌های برای یافتن جام مقدس دارد.